# Ноджіхеві (Хобський муніципалітет)
Ноджіхеві (груз. ნოჯიხევი) — село в Грузії.
За даними перепису населення 2014 року в селі проживає 996 особи.